# Parti populaire (Espagne)
Ne doit pas être confondu avec Parti populaire (Espagne, 1976).
Pour les articles homonymes, voir Parti populaire et PP.
Le Parti populaire (en espagnol : Partido Popular, abrégé en PP) est un parti politique libéral-conservateur espagnol.
Il est fondé en 1989 par Manuel Fraga, ancien ministre franquiste et chef de la droite conservatrice depuis le retour à la démocratie, en 1977.
Emmené par José María Aznar, il remporte les élections générales de 1996 et de 2000. Aznar se retire en 2003 au profit de Mariano Rajoy, qui est président du gouvernement de 2011 à 2018. Après la démission de Rajoy dans un contexte de scandales de corruption entourant le parti ainsi qu'une motion de censure ayant conduit à la chute du gouvernement Rajoy II, Pablo Casado est élu président du PP. Ce dernier est contraint de renoncer au bout de quatre ans au profit d'Alberto Núñez Feijóo, à la suite d'une fronde interne.

## Histoire

### Fondation (1989)
Le Parti populaire est créé en janvier 1989 par une « refondation » de l'Alliance populaire (AP).
Cette fédération de partis conservateurs a été fondée en 1976 par d'anciennes personnalités du régime franquiste qui avaient décidé de ne pas rejoindre l'Union du centre démocratique (UCD). Son principal dirigeant est l'ancien ministre franquiste Manuel Fraga.
L'AP entre en crise profonde après son congrès de 1987, qui suit l'échec de la Coalition populaire aux élections de juin 1986 et la démission de Fraga. Ce dernier décide finalement de reprendre la direction du parti et d'en assurer une rénovation profonde. Le congrès de janvier 1989 marque donc la naissance du Parti populaire, qui élargit sa base idéologique aux idéaux du libéralisme économique et de la démocratie chrétienne. Il absorbe alors le Parti libéral (PL) et la Démocratie chrétienne (DC), devenant le parti hégémonique du centre droit et de la droite en Espagne.
Le 4 septembre, le PP investit sur décision de Fraga le président de la Junte de Castille-et-León José María Aznar chef de file pour les élections générales anticipées du mois suivant, après avoir écarté Isabel Tocino et Marcelino Oreja. Au cours du scrutin, Aznar échoue à briser le plafond de verre qui bloque la droite espagnole depuis 1982 avec 25,8 % des voix et 107 députés sur 350. Un nouveau congrès, convoqué en avril 1990, porte Aznar à la présidence du Parti populaire, tandis que Manuel Fraga reçoit le titre de président fondateur.

### Ascension (1989-1996)
Le parti connaît un premier succès symbolique au cours des élections anticipées de juin 1993 : avec 34,7 % des suffrages et 141 députés, il réalise le meilleur score pour un parti issu du centre droit depuis l'UCD en 1979. Le Parti socialiste ouvrier espagnol (PSOE), au pouvoir depuis décembre 1982, se trouve contraint de former un gouvernement minoritaire.
Les élections européennes de juin 1994 marquent la première victoire nationale du centre droit espagnol depuis quinze ans. La liste que conduit l'ancien commissaire européen Abel Matutes rassemble 40,1 % des suffrages, soit dix points d'avance sur la liste socialiste de Fernando Morán. 1 700 000 voix séparent les deux formations, au bénéfice des conservateurs.
Moins d'un an après, les élections autonomiques et municipales de mai 1995 constituent un triomphe pour le Parti populaire, qui arrache au Parti socialiste la Communauté de Madrid, la Communauté valencienne, les Asturies, la Région de Murcie, La Rioja et l'Aragon, ainsi que Saragosse, Malaga, Grenade, Almería, Cadix, Vigo, Valladolid, Salamanque, Alicante ou encore Murcie. Il gagne au total 31 villes de plus de 75 000 habitants. En conséquence, le PP obtient la présidence de la Fédération espagnole des villes et des provinces (FEMP) au profit de Rita Barberá.

### Années au pouvoir avec Aznar (1996-2004)
VIe législature
Dix-neuf ans après la fondation de l'Alliance populaire, les conservateurs arrivent au pouvoir. Le Parti populaire remporte en effet 156 sièges et 38,79 % des voix aux élections générales anticipées du 3 mars 1996. Le 5 mai suivant, José María Aznar, après deux mois de longues tractations avec les petits partis nationalistes, est élu président du gouvernement et forme son premier cabinet.
Parmi les mesures prises sous le premier mandat d'Aznar, on peut citer la réduction des dépenses publiques et l'accomplissement des critères de Maastricht pour adhérer à l'euro, la libéralisation économique (augmentation de la concurrence et développement du marché des télécommunications) ou encore la fin du service militaire obligatoire et la professionnalisation des Forces armées espagnoles.
Durant cette période, les bonnes relations entre le Parti populaire et le Parti nationaliste basque (EAJ/PNV), qui soutenait le Gouvernement au Congrès des députés, se sont très fortement dégradées. En effet, en 1998, un an après le pacte de toutes les forces politiques basques contre l'ETA, l'EAJ/PNV a négocié une trêve avec l'organisation indépendantiste basque, ce qui conduisit à une rupture des alliances PP-EAJ/PNV au parlement de la communauté autonome du Pays basque, à la mairie de Bilbao et, bien sûr, au parlement national (ce qui n'empêchait en rien la droite de gouverner, celle-ci bénéficiant du soutien des catalans de Convergence et Union (CiU) notamment).
De même, le ministre de l'Intérieur, Jaime Mayor Oreja, d'origine basque, renforça la lutte anti-terroriste en s'attaquant non seulement aux commandos et dépôts clandestins de l'ETA, mais aussi à toutes les structures légales, notamment les entreprises, dont elle se servait pour se financer et s'approvisionner.
Par ailleurs, en 1999, Javier Arenas, ministre du Travail et des Affaires sociales, remplace Francisco Álvarez-Cascos au poste de secrétaire général du PP.
VIIe législature
Après quatre ans au pouvoir, le Parti populaire remporte une nette majorité absolue lors des élections générales du 12 mars 2000, avec 44,52 % et 183 députés. Réélu président, José María Aznar forme son second gouvernement le 28 avril.
Durant ce second mandat, l'Espagne fut engagée dans la guerre d'Irak et connut une marée noire causée par le  naufrage du pétrolier Prestige. Des régularisations de étrangers en situation irrégulière furent engagées, tandis qu'une réforme du marché du travail causa une importante grève générale. Par ailleurs, sur le front de la lutte anti-terroriste, un pacte national (« Pacte pour les libertés et contre le terrorisme ») fut signé entre le PP et le PSOE à l'initiative du secrétaire général de ce dernier, José Luis Rodríguez Zapatero (ce pacte excluait les questions de terrorisme des querelles électorales), tandis qu'en 2003, le parti Batasuna, vitrine politique de l'ETA fut interdit.
Le 3 septembre 2003, le premier vice-président du gouvernement, ministre de la présidence et porte-parole du gouvernement, Mariano Rajoy, fut désigné secrétaire général du PP et candidat à la succession d'Aznar pour l'année suivante. Ce dernier avait en effet promis qu'il ne ferait que deux mandats à la tête du gouvernement.

### Retour dans l'opposition (2004-2011)

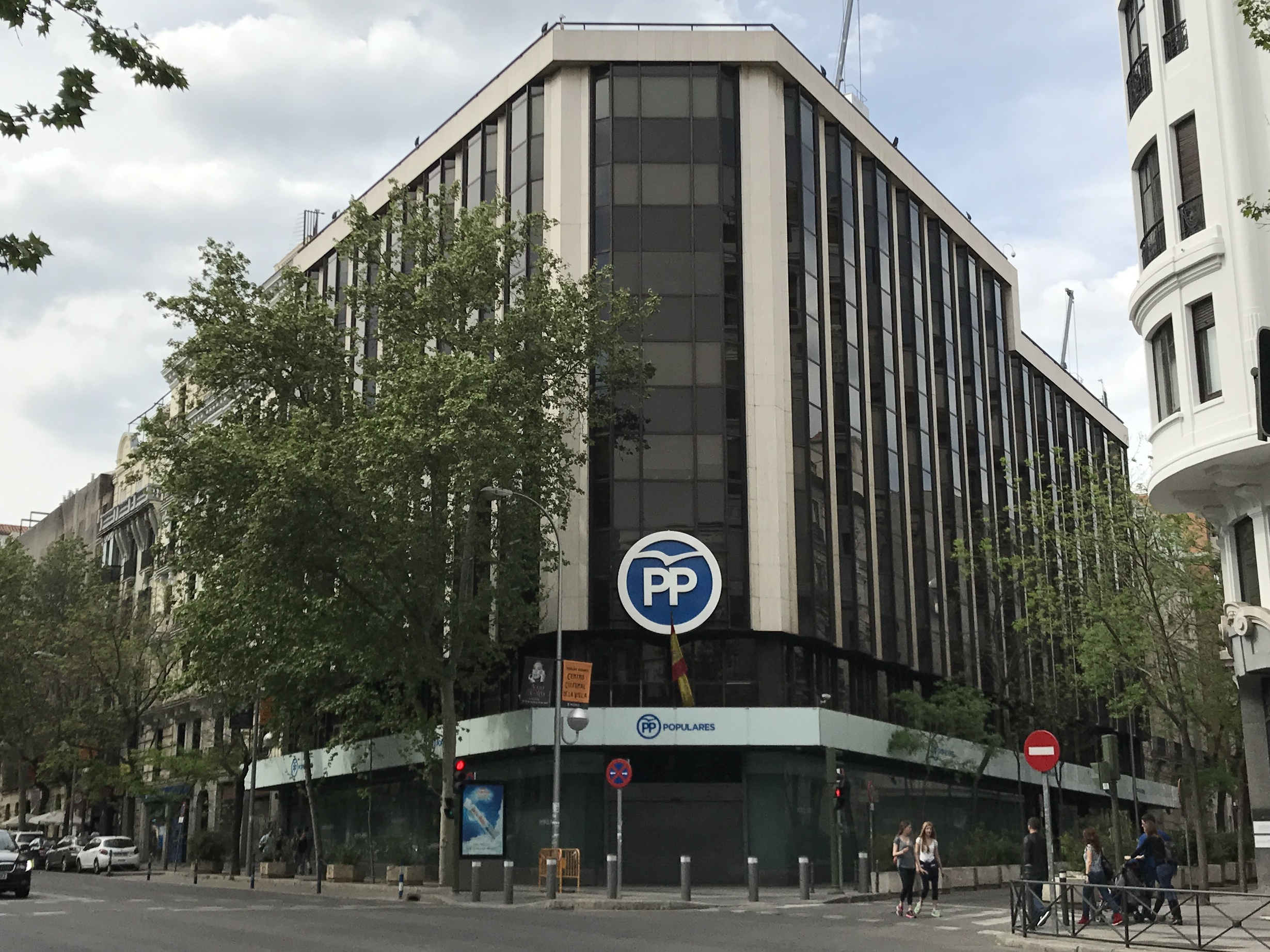
Siège du Parti populaire, situé au 13 de la calle Génova (rue de Gênes), à Madrid.

Les élections du 14 mars 2004 sont une défaite pour le Parti populaire, notamment à la suite de la crise consécutive aux attentats de Madrid du 11 mars 2004, le président du gouvernement José María Aznar voulant imputer à l'ETA plutôt qu'à Al-Qaïda cet évènement. Les socialistes seront vainqueurs du scrutin en créant la surprise générale.
En 2007, un rapport d'enquête et un procès ont finalement reconnu, sans équivoque, la responsabilité d'Al Qaida, ce que le PP a finalement admis.
Le PP devient alors le plus grand parti d'opposition au Congrès des députés (avec 148 élus sur 350) et n'est qu'à quatre sièges de la majorité absolue au Sénat (avec 126 sénateurs sur 259). Depuis 2004, le PP s'oppose frontalement au gouvernement, en particulier contre le droit au mariage et à l'adoption pour les homosexuels, du retour des troupes de l'armée espagnole d'Irak, de la réforme du statut d'autonomie de la Catalogne, de la réforme de l'enseignement confessionnel à l'école publique, ainsi que des négociations visant à l'abandon de la violence par l'organisation séparatiste basque ETA.
Au Parlement européen, ce parti siège dans le groupe du PPE, avec 24 députés.
Lors des élections du 9 mars 2008, le PP se renforce (154 sièges sur 350) sans empêcher les socialistes de conserver le pouvoir. Au Sénat, il recule légèrement, ne comptant plus que 124 sénateurs sur 263. À la suite de ce scrutin, Mariano Rajoy, président depuis quatre ans, annonce qu'il souhaite conserver son poste. S'ensuit une crise interne, avec des rumeurs de candidature à la présidence du PP d'Esperanza Aguirre ou de Juan Costa, qui est finalement résolue lors du XVIe Congrès national de juin à Valence, au cours duquel Rajoy est réélu président et nomme María Dolores de Cospedal au poste de secrétaire général, en remplacement d'Ángel Acebes.
Le 28 octobre 2008, le PP rompt son alliance permanente avec l'Union du peuple navarrais après que son président, Miguel Sanz, a demandé à ses deux représentants au Congrès des députés de s'abstenir lors du vote d'admission du projet de loi de finances (PGE), et annonce la refondation du Parti populaire de Navarre, dissous en 1991.
Lors des élections régionales du 1er mars 2009 en Galice, le parti conservateur remporte 38 sièges sur 75, soit juste la majorité absolue. Environ un mois et demi plus tard, le leader régional du PP, Alberto Núñez Feijóo, devient président de la Junte de Galice. Ce même 1er mars, le PP se classe troisième (avec treize députés sur 75) lors des élections au Pays basque et s'allie avec le Parti socialiste, permettant aux conservateurs d'obtenir la présidence du Parlement basque tandis que le socialiste Patxi López devient le premier lehendakari (chef du gouvernement) non nationaliste du Pays basque.
Peu après, le 7 juin, le PP s'impose aux élections européennes avec 42,72 % des suffrages et 23 sièges sur 50 pour la liste de Jaime Mayor Oreja, contre 39,93 % et 21 sièges à celle du socialiste Juan Fernando López Aguilar.
Alors que plusieurs de ses cadres sont poursuivis dans le cadre de l'affaire Gürtel (un réseau de corruption d'élus en échange de contrats événementiels) depuis le début de l'année 2009, la secrétaire générale du parti accuse, au mois d'août, le gouvernement de pratiquer des écoutes illégales à l'encontre de certains dirigeants du parti. À l'automne, le parti subit une grave crise interne, avec la destitution de son secrétaire général dans la Communauté valencienne, Ricardo Costa, mis en cause dans l'affaire Gürtel, et la bataille entre les proches d'Esperanza Aguirre et d'Alberto Ruiz-Gallardón pour le contrôle de la caisse d'épargne Caja Madrid,.
Aux élections régionales et municipales du 22 mai 2011, le PP remporte une large victoire en s'imposant dans des fiefs socialistes comme l'Estrémadure, la Castille-La Manche, l'Aragón et Séville. Un mois plus tard, le président de la Généralité valencienne, Francisco Camps, démissionne à la suite de sa mise en examen dans l'affaire Gürtel, et est remplacé par Alberto Fabra.

### Gouvernements Rajoy (2011-2018)
Aux élections générales anticipées du 20 novembre 2011, le parti obtient son meilleur score, avec 44,6 % des suffrages et 186 députés sur 350, soit un dixième de point et trois sièges de plus qu'au scrutin de 2000. C'est la première fois, depuis 1982, qu'un parti accède au pouvoir en remportant directement la majorité absolue des députés.
Lors du XVIIe congrès du parti à Séville le 18 février 2012, Mariano Rajoy est réélu président du Parti populaire.
Après quasiment deux ans de retard, le XVIIIe congrès du Parti populaire se tient en février 2017, avec pour but d'élire une direction nationale et approuver de nouveaux statuts. Mariano Rajoy est réélu président du parti pour un nouveau mandat, obtenant 95 % des voix. María Dolores de Cospedal conserve son poste de secrétaire générale mais Fernando Martínez-Maíllo est promu coordonnateur général pour contrebalancer le pouvoir de la numéro deux du parti, un poste déjà occupé par Ángel Acebes entre 1996 et 1999. Les vice-secrétaires généraux sont eux aussi confirmés dans leurs fonctions et les derniers soutiens d'Aznar ne sont pas renouvelés au sein de la direction nationale.

### Chute de Rajoy et opposition (depuis 2018)
Après l'adoption de la motion de censure de 2018 contre Mariano Rajoy le 1er juin 2018, dans le contexte de la condamnation du PP à la responsabilité civile dans le cadre du premier volet de l'affaire Gürtel, le secrétaire général du Parti socialiste ouvrier espagnol (PSOE), Pedro Sánchez, est investi président du gouvernement d'Espagne. Dix jours plus tard, la direction élargie convoque le XIXe congrès de manière anticipée.
Lors des élections générales espagnoles d'avril 2019, le Parti populaire sous la direction de Pablo Casado, obtient le plus mauvais score de son histoire, avec 66 députés au congrès.
Aux élections générales de novembre 2019, le parti rebondit légèrement et dépasse à nouveau 20% des voix.
En mai 2021, le PP mené par Isabel Díaz Ayuso remporte les élections régionales madrilènes haut-la-main avec 45% des voix.

#### Rivalité entre Ayuso et Casado
Des tensions entre Isabel Díaz Ayuso et la direction nationale apparaissent en septembre 2021, lorsque la présidente de la communauté de Madrid postule publiquement à la présidence du Parti populaire de la communauté de Madrid (PPCM). Alors que Pablo Casado et le secrétaire général Teodoro García Egea cherchent des candidats alternatifs et ne soutiennent pas formellement Isabel Díaz Ayuso, celle-ci confirme à plusieurs reprises ses intentions et appelle même à la tenue du congrès dans les six premiers mois de 2022. Pablo Casado cherche à éviter qu'avec la présidence du PPCM, Isabel Díaz Ayuso accumule un important pouvoir interne, faisant d'elle une rivale, voire un recours en cas d'échec du PP aux prochaines élections générales, attendues en 2023.  
À peine quelques jours après les élections du 13 février 2022 aux Cortes de Castille-et-León, le PP sombre dans de fortes divisions internes, Pablo Casado et Isabel Díaz Ayuso se livrant à ce que plusieurs analystes qualifient de « guerre »,.
Ayuso accuse Casado de mener un plan pour la détruire politiquement, alors qu'elle est mise en cause par les cadres dirigeants dans une possible affaire de trafic d'influence au profit de son frère. Sur ordre de Teodoro García Egea, la direction a mené des investigations sur la présidente de la communauté de Madrid pendant plusieurs mois et aurait tenté d'embaucher un détective privé afin d'enquêter sur Ayuso et sa famille. Le parti décide finalement de clore la procédure disciplinaire interne d'Ayuso le 19 février, jugeant « satisfaisantes » les explications apportées par cette dernière. Ces remous provoquent la chute du PP et la montée du parti d'extrême droite Vox, qui surpasse le PP pour la première fois dans un sondage national.
Après la démission de Teodoro García Egea le 22 février, Pablo Casado s'entend avec les « barons » du parti — présidents des organisations régionales — le 24 février pour convoquer de manière extraordinaire le XXe congrès national et rester président en titre jusque-là, confiant à Cuca Gamarra le poste de coordonnatrice générale et à Esteban González Pons la présidence du comité d'organisation du conclave, pour lequel le président de la Junte de Galice Alberto Núñez Feijóo fait figure de grand favori.

#### Alliances et rivalité avec Vox
Après l'émergence de Vox aux élections andalouses de décembre 2018, Vox devient un partenaire du PP pour former des coalitions dans plusieurs communautés autonomes, notamment en Andalousie où Vox devient le premier parti d'extrême droite à accéder à un parlement régional depuis la fin du franquisme. Cependant, en octobre 2020, lors d'une séance au Congrès des députés, Pablo Casado rompt avec le parti d'extrême droite durant un débat sur une motion de censure présentée par Santiago Abascal contre le gouvernement de Pedro Sánchez. Casado déclare « C'en est assez » et « C'est soit Vox, soit l'Espagne ».
Les relations entre les deux partis s'apaisent après l'accession d'Alberto Núñez Feijóo à la présidence du PP en 2022, qui, bien que d'abord réticent à une coalition PP-Vox en Castille-et-León, défend finalement des accords de gouvernement avec Vox et déclare ne plus vouloir les disqualifier. De son côté, Santiago Abascal tend la main au nouveau leadership du PP tout en maintenant certaines critiques envers le parti,. L'accord attribue à Vox la vice-présidence et trois portefeuilles au sein du Conseil de gouvernement.
Lors des élections régionales de 2023, les deux partis forment des coalitions. Selon Maria Elisa Alonso, spécialiste des partis politiques espagnols, ce rapprochement s'impose par nécessité électorale, le PP ne pouvant espérer obtenir seul une majorité absolue. Bien qu'ils s'accordent sur la défense des valeurs traditionnelles espagnoles, le rejet de certaines politiques d'égalité hommes-femmes, le déni du changement climatique et l'opposition aux indépendantistes, l'alliance oblige le PP à accepter certaines thématiques portées par Vox, y compris sur des sujets où des désaccords subsistent, comme les droits des personnes LGBT,. Lors des élections générales de 2023, les alliances précédentes du PP avec Vox aux niveaux municipal et régional rendent impossible tout soutien des petites formations régionalistes et indépendantistes, tandis que Vox refuse de soutenir la candidate du PP à la présidence du Parlement.
En juillet 2024, Vox rompt ses alliances avec le Parti populaire dans six régions espagnoles dans lesquelles ils gouvernaient ensemble, sous le prétexte d'un désaccord concernant l'accueil des migrants mineurs isolés,. Selon le politiste Pablo Simón, cette séparation permet au PP de refléter une image plus centriste et modérée, particulièrement utile pour son image à Bruxelles, sans avoir besoin d'établir lui-même un cordon sanitaire avec l'extrême droite.
En mars 2025, le PP conclut avec Vox un accord budgétaire dans la Communauté valencienne. Dans le cadre de cette entente, le PP adopte des positions plus strictes sur l'immigration et se distance du pacte vert pour l'Europe, afin de s'aligner sur l'extrême droite. Cependant, à l'inverse de Vox, Feijóo critique fermement la politique de Donald Trump concernant les droits de douane sur les produits européens.

## Idéologie
Issue du franquisme, la droite espagnole contemporaine a eu du mal à « s'inscrire dans une tradition politique espagnole, à la différence de ses homologues européennes » dont les représentants historiques n'étaient généralement pas incompatibles avec la démocratie, selon l'historien Julián Casanova. Le PP s'est finalement tourné vers la tradition libérale-conservatrice issue d'Antonio Cánovas del Castillo, mort à la fin du XIXe siècle. La « révolution néolibérale-conservatrice » menée par la première ministre britannique Margaret Thatcher et le président américain Ronald Reagan dans les années 1980 constitue une autre référence. Dans les années 2000, le PP a déclaré s'inspirer également de la « troisième voie » représentée par Tony Blair au Royaume-Uni et Gerhard Schröder en Allemagne et s'est présenté comme le parti du « centre réformiste ».
Le PP est un parti néolibéral, atlantiste et favorable à l'Union européenne. Au pouvoir de 1996 à 2004, avec José María Aznar comme président du gouvernement, le PP adopte une politique de dérégulation, de réduction des impôts, de privatisations, de rigueur budgétaire et donne la priorité à l'entrée dans l'Union monétaire européenne. Prenant une plus grande distance avec l’Église, il ne revient pas sur la légalisation de l'avortement mais réintroduit l'enseignement obligatoire de la religion dans les écoles primaires et secondaires publiques. En 2003, le gouvernement soutient Washington lors de l'invasion de l'Irak. 
La majorité des dirigeants du parti sont des enfants ou des petits-enfants des élites politiques franquistes, et notamment de leur frange réformiste. Sous le gouvernement de José Maria Aznar, les « nouveaux historiens » comme Pío Moa sont promus par les médias conservateurs et les médias publics, justifiant le soulèvement franquiste face à la « menace communiste ». 
Le PP s'oppose par ailleurs fermement au nationalisme périphérique et à l'autonomie régionale. Lorsque, en 2006, le gouvernement socialiste réforme les statuts d'autonomie de la Catalogne, le PP et les médias conservateurs dénoncent la « persécution linguistique » du castillan, appellent au boycott des produits catalans, affirment que le nouveau statut d'autonomie autorise la polygamie et l'euthanasie, et soutiennent que le texte conduit à la « désintégration » de l'Espagne. Cette attitude intransigeante aurait cependant conduit à renforcer l'indépendantisme catalan selon divers politologues.
L'électorat du PP présente une surreprésentation des hommes, des revenus élevés, des conservateurs catholiques et des petits entrepreneurs indépendants. Il s'agit d'un électorat aussi bien citadin que rural, plus ou moins uniformément réparti sur le territoire, la Catalogne et le Pays basque exclus.

## Principaux membres

### Présidents
| Nom              | Nom                      | Mandat                                                        | Remarque |
| ---------------- | ------------------------ | ------------------------------------------------------------- | --- |
| Manuel Fraga     | Manuel Fraga (1922-2012) | 21 janvier 1989 - 1er avril 1990 (1 an, 2 mois et 11 jours)   | Président de l'Alliance populaire (1979-1987) Président de la Junte de Galice (1990-2005) Président fondateur du PP (1990-2012) |
| José María Aznar | José María Aznar         | 31 mars 1990 - 2 octobre 2004 (14 ans, 6 mois et 1 jour)      | Président de la Junte de Castille-et-León (1987-1989) Président du gouvernement (1996-2004) Président d'honneur du PP (2004-2016) |
| Mariano Rajoy    | Mariano Rajoy            | 2 octobre 2004 - 21 juillet 2018 (13 ans, 9 mois et 19 jours) | Ministre des Administrations publiques (1996-1999) Ministre de l'Éducation et de la Culture (1999-2000) Premier vice-président du gouvernement (2000-2003) Ministre de la Présidence (2000-2001) Ministre de l'Intérieur (2001-2002) Ministre de la Présidence (2002-2003) Porte-parole du gouvernement (2002-2003) Secrétaire général du PP (2003-2004) Président du gouvernement (2011-2018) |
| Pablo Casado     | Pablo Casado             | 21 juillet 2018 – 2 avril 2022 (3 ans, 8 mois et 12 jours)    | Député d'Ávila (2011-2019) Député de Madrid (2019-2022) |
| Pablo Casado     | Alberto Núñez Feijóo     | depuis le 2 avril 2022 (3 ans, 3 mois et 27 jours)            | Président de la Junte de Galice (2009-2022) Sénateur de Galice (2022-2023) Député de Madrid (depuis 2023) |

### Secrétaires généraux
| Nom                       | Nom                       | Mandat                                                        | Remarque |
| ------------------------- | ------------------------- | ------------------------------------------------------------- | --- |
| Francisco Álvarez-Cascos  | Francisco Álvarez-Cascos  | 22 janvier 1989 - 31 janvier 1999 (10 ans et 9 jours)         | Premier vice-président du gouvernement (1996-2000) Ministre de la Présidence (1996-2004) Président de la principauté des Asturies (2011-2012) Président du Forum des Asturies (2011-2015) |
| Javier Arenas             | Javier Arenas             | 31 janvier 1999 - 4 septembre 2003 (4 ans, 7 mois et 4 jours) | Ministre du Travail et des Affaires sociales (1996-1999) Ministre des Administrations publiques (2002-2003) Second vice-président du gouvernement (2003-2004) Ministre de la Présidence (2003-2004) |
| Mariano Rajoy             | Mariano Rajoy             | 4 septembre 2003 - 2 octobre 2004 (1 an et 28 jours)          | Ministre des Administrations publiques (1996-1999) Ministre de l'Éducation et de la Culture (1999-2000) Premier vice-président du gouvernement (2000-2003) Ministre de la Présidence (2000-2001) Ministre de l'Intérieur (2001-2002) Ministre de la Présidence (2002-2003) Porte-parole du gouvernement (2002-2003) Président du PP (2004-2018) Président du gouvernement (2011-2018) |
| Ángel Acebes              | Ángel Acebes              | 3 octobre 2004 - 21 juin 2008 (3 ans, 8 mois et 18 jours)     | Ministre des Administrations publiques (1999-2000) Ministre de la Justice (2000-2002) Ministre de l'Intérieur (2002-2004) |
| María Dolores de Cospedal | María Dolores de Cospedal | 22 juin 2008 - 26 juillet 2018 (10 ans, 1 mois et 4 jours)    | Présidente de la Junte des communautés de Castille-La Manche (2011-2015) Ministre de la Défense (2016-2018) |
| Teodoro García Egea       | Teodoro García Egea       | 26 juillet 2018 – 22 février 2022 (3 ans, 6 mois et 27 jours) | Député de Murcie (2012-2023) |
| Cuca Gamarra              | Cuca Gamarra              | 3 avril 2022 – 5 juillet 2025 (3 ans, 3 mois et 2 jours)      | Maire de Logroño (2011-2019) Députée de La Rioja (depuis 2019) Porte-parole du groupe parlementaire (2020-2023) |
| Miguel Tellado            | Miguel Tellado            | depuis le 5 juillet 2025 (24 jours)                           | Sénateur de Galice (2022-2023) Député de La Corogne (depuis 2023) Porte-parole du groupe parlementaire (2023-2025) |

### Comité de direction
| Fonction                                                                                  | Titulaire                    | Mandat                                |
| ----------------------------------------------------------------------------------------- | ---------------------------- | ------------------------------------- |
| Président                                                                                 | Alberto Núñez Feijóo         | Député de Madrid Chef de l'opposition |
| Secrétaire général                                                                        | Miguel Tellado               | Député de La Corogne                  |
| Vice-secrétaire générale à la Régénération institutionnelle                               | Cuca Gamarra                 | Députée de La Rioja                   |
| Vice-secrétaire général aux Finances, au Logement et aux Infrastructures                  | Juan Bravo                   | Député de Séville                     |
| Vice-secrétaire générale à la Santé et à la Politique sociale                             | Carmen Fúnez                 | Députée de Ciudad Real                |
| Vice-secrétaire général à l'Économie et au Développement durable                          | Alberto Nadal                |                                       |
| Vice-secrétaire général à l'Éducation et à l'Égalité                                      | Jaime de los Santos (es)     | Député de Madrid                      |
| Vice-secrétaire générale à la Coordination sectorielle                                    | Alma Ezcurra                 | Députée européenne                    |
| Vice-secrétaire général à la Culture et aux Sports Porte-parole                           | Borja Sémper                 | Député de Madrid                      |
| Vice-secrétaire général à la Coordination autonomique et locale et à l'Analyse électorale | Elías Bendodo                | Député de Malaga                      |
| Porte-parole du groupe au Congrès des députés                                             | Ester Muñoz                  | Députée de León                       |
| Porte-parole du groupe au Sénat                                                           | Alicia García Rodríguez (es) | Sénatrice de Ávila                    |
| Porte-parole de la délégation au Parlement européen                                       | Esteban González Pons        | Député européen                       |

## Congrès
Les congrès du Parti populaire sont numérotés à la suite de ceux de l'Alliance populaire.
| #      | Année | Lieu    | Président            | Remarques |
| ------ | ----- | ------- | -------------------- | --- |
| IXe    | 1989  | Madrid  | Manuel Fraga         | Transformation d'Alliance populaire en Parti populaire |
| Xe     | 1990  | Séville | José María Aznar     | Manuel Fraga devient président fondateur et cède la présidence à José María Aznar. |
| XIe    | 1993  | Madrid  | José María Aznar     | José María Aznar remplace plusieurs cadres historiques de l'ancienne Alliance populaire pour faire entrer des technocrates, des femmes et d'anciens membres de la défunte UCD. |
| XIIe   | 1996  | Madrid  | José María Aznar     | Annonce de l'adhésion de Josep Piqué, ministre de l'Industrie anciennement proche des nationalistes catalans, avec pour but de renforcer les positions du PP en Catalogne. |
| XIIIe  | 1999  | Madrid  | José María Aznar     | Javier Arenas, ancien cadre de l'UCD, remplace Francisco Álvarez-Cascos — en fonction depuis dix ans — au secrétariat général, dans l'objectif de renforcer l'image centriste du PP. |
| XIVe   | 2002  | Madrid  | José María Aznar     | José María Aznar confirme qu'il s'agit de son dernier mandat et laisse entendre que sa succession se jouera entre le secrétaire général Javier Arenas, les vice-secrétaires généraux Rodrigo Rato, Mariano Rajoy et Jaime Mayor Oreja, et le président du comité électoral Ángel Acebes. |
| XVe    | 2004  | Madrid  | Mariano Rajoy        | Mariano Rajoy, secrétaire général et dirigeant de facto depuis septembre 2003, est élu président. Il répartit les principales fonctions exécutives avec le nouveau secrétaire général, Ángel Acebes. |
| XVIe   | 2008  | Valence | Mariano Rajoy        | Mariano Rajoy est réélu avec un record de votes blancs après une fronde interne menée par Esperanza Aguirre. Il remplace les proches d'Aznar par des cadres de la nouvelle génération aux postes-clés : María Dolores de Cospedal au secrétariat général et Soraya Sáenz de Santamaría comme porte-parole du groupe au Congrès. |
| XVIIe  | 2012  | Séville | Mariano Rajoy        | La proposition d'organiser une élection du président par les militants est rejetée. Alors que le PP gouverne depuis moins de trois mois, les ministres sont exclus des postes exécutifs (plusieurs siègent au comité exécutif, sans fonction attribuée). |
| XVIIIe | 2017  | Madrid  | Mariano Rajoy        | Retardé d'un an en raison du blocage institutionnel né du résultat des élections générales de 2015 puis de la répétition électorale de 2016. Adoption d'un système d'élection du président faisant intervenir le vote des militants. Fernando Martínez-Maíllo est nommé coordonnateur général pour décharger la secrétaire générale María Dolores de Cospedal, également ministre de la Défense et présidente du PP de Castille-La Manche. |
| XIXe   | 2018  | Madrid  | Pablo Casado         | Convoqué après le renversement de Mariano Rajoy par une motion de censure. Pour la première fois, les adhérents votent pour sélectionner les candidats à la présidence. Ils placent en tête Soraya Sáenz de Santamaría, suivie de Pablo Casado puis María Dolores de Cospedal. Lors du vote des délégués, Casado s'impose face à Sáenz de Santamaría grâce à une alliance avec Cospedal.                                                   |
| XXe    | 2022  | Séville | Alberto Núñez Feijóo | Convoqué après la crise entre Pablo Casado et Isabel Díaz Ayuso. Alberto Núñez Feijóo est élu après que Pablo Casado a renoncé à se représenter, et s'appuie principalement sur les fédérations d'Andalousie et de Galice pour former son cercle rapproché. |
| XXIe   | 2025  | Madrid  |                      | |

## Résultats électoraux

### Élections générales
| Année   | Chef de file         | Congrès des députés | Congrès des députés | Congrès des députés | Congrès des députés | Sénat     | Gouvernement                                 |
| Année   | Chef de file         | Voix                | %                   | #                   | Sièges              | Sénat     | Gouvernement                                 |
| ------- | -------------------- | ------------------- | ------------------- | ------------------- | ------------------- | --------- | -------------------------------------------- |
| 1989    | José María Aznar     | 5 285 972           | 25,79               | 2e                  | 103 / 350           | 73 / 208  | Opposition                                   |
| 1993    | José María Aznar     | 8 201 463           | 34,76 ()            | 2e ()               | 138 / 350           | 90 / 208  | Opposition                                   |
| 1996    | José María Aznar     | 9 716 006           | 38,79 ()            | 1er ()              | 153 / 350           | 106 / 208 | Aznar I                                      |
| 2000    | José María Aznar     | 10 321 178          | 44,52 ()            | 1er ()              | 180 / 350           | 123 / 208 | Aznar II                                     |
| 2004    | Mariano Rajoy        | 9 763 144           | 37,71 ()            | 2e ()               | 146 / 350           | 97 / 208  | Opposition                                   |
| 2008    | Mariano Rajoy        | 10 278 010          | 39,94 ()            | 2e ()               | 152 / 350           | 98 / 208  | Opposition                                   |
| 2011    | Mariano Rajoy        | 10 866 566          | 44,63 ()            | 1er ()              | 185 / 350           | 129 / 208 | Rajoy I                                      |
| 2015    | Mariano Rajoy        | 7 236 965           | 28,71 ()            | 1er ()              | 120 / 350           | 120 / 208 | Rajoy I                                      |
| 2016    | Mariano Rajoy        | 7 941 236           | 33,01 ()            | 1er ()              | 134 / 350           | 126 / 208 | Rajoy II (2016-2018), opposition (2018-2019) |
| 04/2019 | Pablo Casado         | 4 373 653           | 16,69 ()            | 2e ()               | 66 / 350            | 55 / 208  | Opposition                                   |
| 11/2019 | Pablo Casado         | 5 047 040           | 20,81 ()            | 2e ()               | 88 / 350            | 84 / 208  | Opposition                                   |
| 2023    | Alberto Núñez Feijóo | 8 160 837           | 33,06 ()            | 1er ()              | 137 / 350           | 120 / 208 | Opposition                                   |

### Élections européennes
| Année | Tête de liste       | Voix      | %        | #      | Sièges  | Groupe |
| ----- | ------------------- | --------- | -------- | ------ | ------- | ------ |
| 1987  | Manuel Fraga        | 4 747 283 | 24,65    | 2e     | 17 / 60 | PPE    |
| 1989  | Marcelino Oreja     | 3 395 015 | 21,41 () | 2e ()  | 15 / 60 | PPE    |
| 1994  | Abel Matutes        | 7 453 900 | 40,12 () | 1er () | 28 / 64 | PPE-DE |
| 1999  | Loyola de Palacio   | 8 410 993 | 39,74 () | 1er () | 27 / 64 | PPE-DE |
| 2004  | Jaime Mayor Oreja   | 6 393 192 | 41,21 () | 2e ()  | 24 / 54 | PPE-DE |
| 2009  | Jaime Mayor Oreja   | 6 670 377 | 42,12 () | 1er () | 23 / 50 | PPE    |
| 2014  | Miguel Arias Cañete | 4 098 339 | 26,09 () | 1er () | 16 / 54 | PPE    |
| 2019  | Dolors Montserrat   | 4 510 193 | 20,13 () | 2e ()  | 13 / 59 | PPE    |
| 2024  | Dolors Montserrat   | 5 996 627 | 34,21 () | 1re () | 22 / 61 | PPE    |

### Dernières élections régionales
| Communauté             | Année | Voix      | %     | Sièges   | Position | Gouvernement |
| ---------------------- | ----- | --------- | ----- | -------- | -------- | ------------ |
| Andalousie             | 2022  | 1 589 272 | 43,11 | 58 / 109 | 1er      | Majoritaire  |
| Aragon                 | 2023  | 237 817   | 35,51 | 28 / 67  | 1er      | Minoritaire  |
| Asturies               | 2023  | 175 131   | 32,61 | 17 / 45  | 2e       | Opposition   |
| Îles Baléares          | 2023  | 161 267   | 35,79 | 25 / 59  | 1er      | Minoritaire  |
| Canaries               | 2023  | 176 308   | 19,33 | 15 / 70  | 3e       | En coalition |
| Cantabrie              | 2023  | 116 198   | 35,78 | 15 / 35  | 1er      | Minoritaire  |
| Castille-et-León       | 2022  | 382 157   | 31,40 | 31 / 81  | 1er      | Minoritaire  |
| Castille-La Manche     | 2023  | 490 288   | 33,65 | 12 / 33  | 2e       | Opposition   |
| Catalogne              | 2024  | 347 170   | 11,00 | 15 / 135 | 4e       | Opposition   |
| Estrémadure            | 2023  | 237 284   | 38,78 | 28 / 65  | 2e       | Minoritaire  |
| Galice                 | 2024  | 711 713   | 47,39 | 40 / 75  | 1er      | Majoritaire  |
| La Rioja               | 2023  | 76 205    | 45,38 | 17 / 33  | 1er      | Majoritaire  |
| Communauté de Madrid   | 2023  | 1 599 186 | 47,32 | 70 / 135 | 1er      | Majoritaire  |
| Région de Murcie       | 2023  | 293 051   | 42,79 | 21 / 45  | 1er      | Minoritaire  |
| Navarre                | 2023  | 24 019    | 7,28  | 3 / 50   | 5e       | Opposition   |
| Pays basque            | 2024  | 98 144    | 9,18  | 7 / 75   | 4e       | Opposition   |
| Communauté valencienne | 2023  | 881 893   | 35,75 | 40 / 99  | 1er      | Minoritaire  |
| Ceuta                  | 2023  | 11 738    | 34,37 | 9 / 25   | 1er      | Minoritaire  |
| Melilla                | 2023  | 15 555    | 52,67 | 14 / 25  | 1er      | Majoritaire  |

## Fédérations
| Fédération                    | Président                                         | Représentation |
| ----------------------------- | ------------------------------------------------- | -------------- |
| Andalousie (PPA)              | Juan Manuel Moreno (Président de la Junte)        | 58 / 109       |
| Aragon (PP Aragon)            | Jorge Azcón (Président)                           | 28 / 67        |
| Asturies (PP Asturias)        | Álvaro Queipo (es)                                | 17 / 45        |
| Îles Baléares (PPIB)          | Marga Prohens (Présidente)                        | 25 / 59        |
| Pays basque (PPV)             | Javier de Andrés                                  | 7 / 75         |
| Canaries (PP Canarias)        | Manuel Domínguez (es) (Vice-président)            | 15 / 70        |
| Cantabrie (PP Cantabria)      | María José Sáenz de Buruaga (Présidente)          | 15 / 35        |
| Castille-La Manche (PPCLM)    | Paco Núñez (es)                                   | 12 / 33        |
| Castille-et-León (PPCyL)      | Alfonso Fernández Mañueco (Président de la Junte) | 31 / 81        |
| Catalogne (PPC)               | Alejandro Fernández                               | 15 / 135       |
| Estrémadure (PP-E)            | María Guardiola (Présidente)                      | 28 / 65        |
| Galice (PPdeG)                | Alfonso Rueda (Président de la Junte)             | 40 / 75        |
| Communauté de Madrid (PPCM)   | Isabel Díaz Ayuso (Présidente)                    | 70 / 136       |
| Région de Murcie (PPRM)       | Fernando López Miras (Président)                  | 21 / 45        |
| Navarre (PPN)                 | Javier García                                     | 3 / 50         |
| La Rioja (PPLR)               | Gonzalo Capellán (Président)                      | 17 / 33        |
| Communauté valencienne (PPCV) | Carlos Mazón (Président de la Généralité)         | 40 / 99        |

## Identité visuelle

Logo de 1989 à 1993.
Logo de 1993 à 2000.
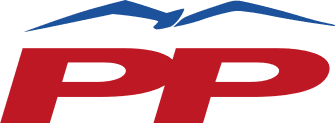
Logo de 2000 à 2004.
Logo de 2004 à 2007.
Logo en 2007.
Logo en 2008.
Logo de 2008 à 2015.
Logo de 2015 à 2019.
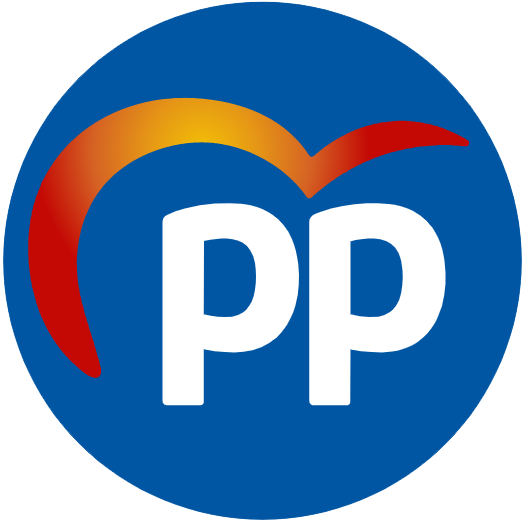
Logo de 2019 à 2022.
Logo depuis 2022.